# Serafino II di Costantinopoli
Serafino II Anina (in greco Σεραφεὶμ Β´?; Delvinë, ... – 7 dicembre 1779) è stato un arcivescovo ortodosso ottomano, patriarca ecumenico di Costantinopoli dal 1757 al 1761.

## Biografia
Serafino nacque a Delvinë, città nell'odierna Albania, alla fine del XVII secolo. Prima di essere eletto patriarca di Costantinopoli il 22 luglio 1757, fu metropolita di Filippopoli di Tracia (Plovdiv in Bulgaria). 
Da patriarca introdusse nel 1759 la festa di Sant'Andrea da celebrarsi il 30 novembre e nel 1760 diede il permesso a Cosma di Etolia di iniziare i suoi viaggi missionari nei villaggi della Tracia. 
Nel 1759 incaricò Eugenio Vulgaris per riformare l'accademia patriarcale che, grazie all'influenza filo-russa di Serafino, contribuì al riavvicinamento dell'impero russo con il patriarcato ecumenico di Costantinopoli. Proprio per le tendenze filo-russe, Serafino II fu deposto il 26 marzo 1761, esiliato sul Monte Athos e sostituito dalle autorità ottomane con Joannicus III. Giunto sul Monte Athos, si impegnò a ricostruire una vecchia casa monastica che dedicò a Sant'Andrea. Questa casa sarebbe diventata lo skita di San Andrea. 
Sul campo politico, sostenne l'impero russo durante la guerra russo-turca del 1768-1774 e l'istituzione di uno stato ortodosso filo-russo nei Balcani. Nel 1769 esortò la popolazione greca a ribellarsi contro i turchi, in quella che sarebbe diventata la rivolta di Orlov. Dopo l'insuccesso della rivoluzione, nel 1776 si trasferì in Ucraina, dove morì il 7 dicembre 1779. Fu sepolto nel monastero di Mhar.